# Dekanat Zawiercie – Świętych Piotra i Pawła
Dekanat Świętych Apostołów Piotra i Pawła w Zawierciu – jeden z 36 dekanatów archidiecezji częstochowskiej. Znajduje się w regionie zawierciańskim.
W jego skład wchodzą następujące parafie:
- parafia Najświętszej Maryi Panny Anielskiej w Porębie,
- parafia św. Jerzego w Porębie,
- parafia św. Józefa Oblubienica Najświętszej Maryi Panny w Porębie,
- parafia Najświętszego Ciała i Krwi Chrystusa w Zawierciu,
- parafia św. Alberta Chmielowskiego w Zawierciu,
  - kościół św. Brata Alberta w Zawierciu,
- parafia św. Andrzeja Boboli KM w Zawierciu,
- parafia Świętych Apostołów Piotra i Pawła w Zawierciu,
- parafia św. Jana Pawła II w Zawierciu,
- parafia św. Stanisława Kostki w Zawierciu.